# الحريق (أسلم)

تعديل مصدري - تعديل

الحريق هي إحدى قرى عزلة أسلم الوسط بمديرية أسلم التابعة لمحافظة حجة، بلغ تعداد سكانها 127 نسمة حسب تعداد اليمن لعام 2004.